# Olaf Reinhold

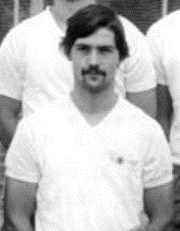
Olaf Reinhold 1983

Olaf Reinhold (* 7. Dezember 1960) war Fußballspieler in der DDR-Oberliga, der höchsten Fußballklasse des DDR-Fußball-Verbandes. Dort spielte er für den 1. FC Union Berlin.

## Fußball-Laufbahn
Um organisiert Fußball spielen zu können, schloss sich Reinhold 1972 im Alter von elf Jahren der Polizeisportgemeinschaft Dynamo Neustrelitz an. Als Juniorenspieler wechselte er 1976 zur größten Sportgemeinschaft der Stadt, der TSG Neustrelitz. Nach seiner Schulzeit absolvierte er eine Lehre zum Autoschlosser. 1979 ging Reinhold nach Ost-Berlin und schloss sich dort dem 1. FC Union Berlin an, der ihn zunächst in seine Nachwuchsoberliga-Mannschaft aufnahm.
Während der Rückrunde der Saison 1979/80 testete ihn Trainer Heinz Werner in der DDR-Oberliga und setzte ihn dort in drei Spielen als Stürmer ein. Sein erstes Oberligaspiel bestritt der 1,80 m große Reinhold am 29. März 1980 in der Partie des 19. Spieltages 1. FC Union – Wismut Aue (0:2), als er in der 71. Minute eingewechselt wurde. In den folgenden zwei Spielen stand der in der Anfangself. Nach Abschluss der Saison musste Union in die DDR-Liga absteigen und hielt sich dort zwei Jahre lang auf. 1980/81 spielte Reinhold hauptsächlich für die zweite Mannschaft in der drittklassigen Bezirksliga. Zur Saison 1981/82 wurde er zum ersten Mal für die erste Unionmannschaft nominiert. Nachdem er in der abgelaufenen Saison nur sechs DDR-Liga-Spiele bestritten hatte, kam er 1981/82 bereits 22 der 30 Ligaspiele zum Einsatz. Mit seinen sieben Toren gehörte er zu den treffsichersten Schützen seiner Mannschaft.
Ab 1982/83 spielte Union Berlin wieder in der Oberliga. Unter dem neuen Trainer Harry Nippert gehörte Reinhold vom ersten Spieltag an zum Stammaufgebot und fehlte im Verlauf der Saison nur bei zwei Punktspielen. In der Regel wurde er als Linksaußenstürmer aufgeboten. Nach einer schwächeren Saison 1983/84 mit nur 16 Oberligaspielen und dem erneuten Abstieg konnte sich Reinhold im DDR-Ligajahr 1984/85 endgültig als Stammspieler durchsetzen. Unter Trainer Karl Schäffner wurde er erfolgreich zum Außenverteidiger umfunktioniert, wo er sich auch nach dem umgehenden Wiederaufstieg behaupten konnte. In den drei Oberligaspielzeiten von 1985 bis 1989 verpasste er lediglich neun Punktspiele und bestritt alle 19 Pokalspiele. Darunter war auch das Pokalfinale am 31. Mai 1986, das Union allerdings mit 1:5 gegen den 1. FC Lok Leipzig verlor. Sein letztes Oberligaspiel bestritt Reinhold am 10. Mai 1989 in der Begegnung Union Berlin – FC Karl-Marx-Stadt (0:1), in der er noch einmal für 90 Minuten auf seiner Stammsposition als linker Verteidiger auf dem Platz stand. Es war sein 194. Pflichtspiel für Union, in denen er 14 Tore erzielt hatte. In der Oberliga hatte er 137-mal gespielt und vier Tore geschossen.
1989/90 spielte der nun 29-jährige Reinhold für die Ost-Berliner Bezirksklassenmannschaft Motor Lichtenberg, zwischen 1990 und 1993 war er noch beim Kreisligisten Germania 88 Berlin aktiv.